# Ukształtowanie powierzchni Mirandy

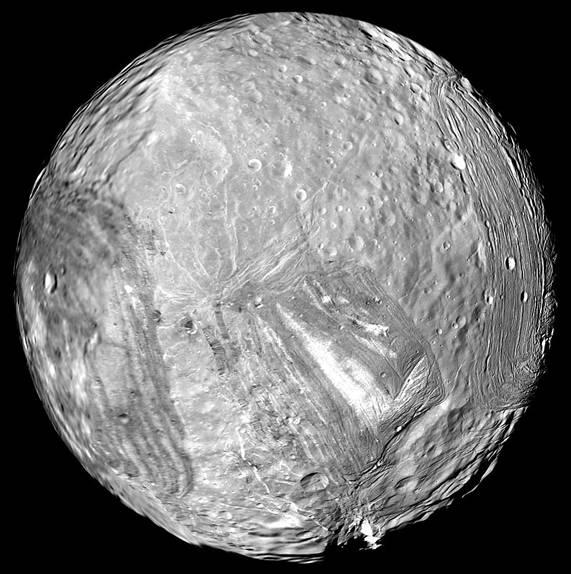
Miranda, zdjęcie z sondy kosmicznej Voyager 2 (1986)

Na powierzchni Mirandy, księżyca Urana, można wyróżnić następujące formacje geologiczne:
- Corona, coronae (łac. wieniec, okrąg)
- Kratery
- Regio, regiones (łac. obszar)
- Rupes, rupēs (łac. klif)
- Sulcus, sulci (łac. bruzda)

Poniżej znajdują się spisy wymieniające poszczególne formy geologiczne, należące do każdej z kategorii.

## Corona
Nazwy corona pochodzą od miejsc występujących w sztukach Williama Szekspira.
| Corona           | Pochodzenie nazwy                 |
| ---------------- | --------------------------------- |
| Arden Corona     | Las Ardeński (Jak wam się podoba) |
| Elsinore Corona  | Elsinore (Hamlet)                 |
| Inverness Corona | Inverness (Makbet)                |

## Kratery
Nazwy kraterów pochodzą od bohaterów sztuki Burza Szekspira.
| Krater    | Koordynaty      | Średnica (km) | Pochodzenie nazwy           |
| --------- | --------------- | ------------- | --------------------------- |
| Alonso    | 44,0 S; 352,6 E | 25,0          | Alonso, król Neapolu        |
| Ferdinand | 34,8 S; 202,1 E | 17,0          | Ferdynand, syn Alonso       |
| Francisco | 73,2 S; 236,0 E | 14,0          | Francisco, możny Neapolu    |
| Gonzalo   | 11,4 S; 77,0 E  | 11,0          | Gonzalo, doradca króla      |
| Prospero  | 32,9 S; 329,9 E | 21,0          | Prospero, prawowity władca  |
| Stephano  | 41,1 S; 234,1 E | 16,0          | Stefano, pijak i kamerdyner |
| Trinculo  | 63,7 S; 163,4 E | 11,0          | Trinkulo, błazen            |

## Regio
Nazwy regio pochodzą od miejsc występujących w sztukach Szekspira.
| Regio           | Koordynaty      | Średnica (km) | Pochodzenie nazwy                                 |
| --------------- | --------------- | ------------- | ------------------------------------------------- |
| Dunsinane Regio | 31,5 S; 11,9 E  | 244,0         | Dunsinane Hill (Makbet)                           |
| Ephesus Regio   | 15,0 S; 250,0 E | 225,0         | Efez (Komedia omyłek)                             |
| Mantua Regio    | 39,6 S; 180 2 E | 399,0         | Mantua (Dwaj panowie z Werony oraz Romeo i Julia) |
| Sicilia Regio   | 30,0 S; 317,2 E | 170,0         | Sycylia (Zimowa opowieść)                         |

## Rupes
Nazwy rupes pochodzą od miejsc występujących w sztukach Szekspira.
| Rupes        | Pochodzenie nazwy      |
| ------------ | ---------------------- |
| Argier Rupes | Algier (Burza)         |
| Verona Rupes | Werona (Romeo i Julia) |

## Sulcus
Nazwy sulcus pochodzą od miejsc występujących w sztukach Szekspira.
| Sulcus          | Pochodzenie nazwy         |
| --------------- | ------------------------- |
| Naples Sulcus   | Neapol (Burza)            |
| Syracusa Sulcus | Syrakuzy (Komedia omyłek) |